# ویلاریکا (جورجیا)
ویلاریکا، جورجیا (به انگلیسی: Villa Rica, Georgia) یک شهر در ایالات متحده آمریکا با جمعیت ۱۳٬۹۵۶ نفر است که در جورجیا واقع شده‌است.

## موقعیت جغرافیایی
موقعیت جغرافیایی شهرها و مناطق اطراف به شرح زیر است: